# Hybocoptus dubius
Hybocoptus dubius là một loài nhện trong họ Linyphiidae.
Loài này thuộc chi Hybocoptus. Hybocoptus dubius được J. Denis miêu tả năm 1950.